# Ubaena dolabella
Ubaena dolabella är en fjärilsart som beskrevs av Druce 1886. Ubaena dolabella ingår i släktet Ubaena och familjen påfågelsspinnare. Inga underarter finns listade i Catalogue of Life.